# Torpedo tremens
Torpedo tremens är en rockeart som beskrevs av de Buen 1959. Torpedo tremens ingår i släktet Torpedo och familjen darrockor. IUCN kategoriserar arten globalt som otillräckligt studerad. Inga underarter finns listade i Catalogue of Life.